# 아치 리눅스
아치 리눅스(Arch Linux)는 x86-64용 리눅스 배포판이다.
아치 리눅스 개발팀은 간결함과 코드 정확성 및 최소주의에 초점을 맞춘다. 또한 사용자가 시스템 작동을 이해하려고 노력하기를 바란다. 아치 리눅스는 자체 패키지 관리자인 팩맨(pacman)을 사용해 패키지를 설치·제거·갱신한다. 롤링 릴리스 모델을 사용하므로 최신 소프트웨어를 설치하려면 시스템 갱신만 하면 된다. 아치 리눅스 개발팀에서 배포하는 설치 매체는 단순히 주요 시스템 구성 요소의 최신 버전을 저장한 것이다.
아치 리눅스는 우분투나 페도라와 달리 기본 데스크톱 환경을 채택하지 않기 때문에 사용자가 아치 리눅스를 설치할 때 자신이 사용할 데스크톱 환경이나 창 관리자를 선택하여 설정한다.
아치 리눅스는 아치위키(ArchWiki)라는 커뮤니티에 방대한 자료가 있다.

## 역사
아치 리눅스 프로젝트는 저드 비넷(Judd Vinet) 이 크럭스 리눅스에서 영감을 받아 2002년 3월에 시작했다. 비넷이 2007년 10월 1일까지 프로젝트를 이끌다가 개인 사정으로 프로젝트 관리권을 아론 그리핀(Aaron Griffin) 에게 넘겨주었다.
systemd로의 마이그레이션은 2012년 8월부터 시작되었다. 2012년 10월에 신규 설치 시의 기본값으로 지정되어, 배포 초기부터 사용된 SysV 스타일의 init 시스템이 대체되었다.
아치 리눅스 설치 매체의 i686 지원이 2017년 11월로 끝나고 2017년 12월부터는 x86-64만 지원한다.
2020년 2월 24일, 아론 그리핀은 프로젝트에 제한적으로 참여하기 때문에, 투표 기간 후 프로젝트의 통제권을 레벤테 폴랴크(Levente Polyak) 로 이전할 것이라고 발표했으며, 이러한 변화로 인해 2년의 기간이 프로젝트 리더 자리에 추가되었다.
2021년 4월, 아치 리눅스 설치 이미지에는 기본적으로 설치 스크립트가 포함되게 되었다.

### 리포지토리 패키지 보안
팩맨 버전 4.0.0 이전까지 아치 리눅스의 패키지 관리자는 서명(인증)된 패키지에 대한 지원이 부족했다. 이전의 팩맨은 패키지 및 메타데이터 다운로드 설치에 대한 인증을 하지 않았으며, 그로인해 변조되거나 악의적인 리포지토리 미러로 인해 시스템의 무결성이 손상될 가능성이 존재했다.
팩맨 4.0.0 부터는 패키지 데이터베이스와 패키지의 확인을 허용했지만 기본적으로 비활성화되있었다. 하지만 2011년 11월, 새로운 패키지 빌드에 패키지 서명이 의무화되었으며, 2012년 3월 21일부터 모든 공식 패키지에 서명이 필수적으로 필요하게 되었다.
2012년 6월에 패키지 서명 확인이 공식화되었으며, 현재 설치 프로세스에서 기본적으로 활성화되어있다.

## 설치
아치 리눅스 공식 웹사이트에서 설치 매체인 ISO 이미지 파일을 내려받아 CD나 USB에 저장하여 이를 이용해 설치한다. 아치 리눅스는 주요 배포판과 달리 설치 프로그램을 제공하지 않고 CD나 USB로 부팅 시 zsh 터미널이 나오게 된다. 해당 터미널에서 자동화된 설치 스크립트를 실행해 설치하거나 수동으로 설치할 수도 있다.

## 패키지 관리

### 팩맨
팩맨(영어: pacman)은 패키지를 주기적으로 쉽게 관리하기 위해 저드 비넷이 개발했다. 팩맨은 아치 리눅스 고유의 패키지 관리자로 패키지의 의존성도 관리한다. 모든 패키지는 팩맨 패키지 관리자를 사용해 관리된다. 팩맨은 패키지의 설치·제거·갱신·다운그레이드를 다루며 의존성을 자동으로 해결한다. 아치 리눅스 패키지는 아치 리눅스 패키지 트리에서 구할 수 있으며, i686이나 x86-64 아키텍처용으로 컴파일되어 있다. 아치 리눅스 패키지는 tar.xz 형식인 이진 패키지이다.

### 저장소
다음과 같은 공식 저장소가 있다.
- core: 기본 시스템을 구축하기 위해 필요한 패키지를 저장
- extra: 기본 시스템 구축과는 상관없는 데스크톱 환경과 기타 프로그램을 저장
- community: 아치 공동체에서 만들어 사용자 투표를 충분히 받은 패키지를 "신뢰 사용자(trusted user)"가 채택하여 저장
- multilib: 64비트 환경에서 32비트 프로그램을 더 쉽게 지원하기 위한 x86_64 시스템 사용자를 위한 패키지를 저장

testing이라는 저장소는 다른 저장소용 패키지의 시험 버전이 있는 곳이다.
- testing: core와 extra용 패키지 저장
- community-testing: community용 패키지 저장
- multilib-testing: multilib용 패키지 저장

staging과 community-staging저장소는 testing저장소에서 패키지가 문제가 생기지 않도록 일부 재빌드를 하기 위해 사용한다.
공식 저장소 외에 많은 비공식 사용자 저장소가 있다. 그중에서 가장 널리 알려진 곳이 아치 리눅스 사이트에서 찾아 볼 수 있는 아치 사용자 저장소(Arch User Repository, AUR)이다.

## 버전

### 롤링 릴리스
정기적으로 새로운 판을 출시하는 우분투나 페도라와 같은 주요 배포판과는 달리, 아치 리눅스는 "롤링 릴리스" 체제를 사용한다. 이 체제에서는 배포 날짜가 정해져 있지 않고 각 패키지의 새로운 버전이 수시로 갱신된다. 처음 한 번만 설치하면 그 이후로는 시스템 갱신만 하면 최신 시스템을 사용할 수 있다. 롤링 릴리스 체제를 사용하는 배포판으로는 젠투 리눅스, 아치뱅 리눅스, 만자로 리눅스 등이 있다.

## 같이 보기
- 리눅스 배포판 비교